# Всемирный день аккредитации
Всемирный день аккредитации — международный праздник «International Accreditation Day», учрежденный совместно Международным форумом по аккредитации (IAF) и Международной организацией по аккредитации лабораторий (ILAC). Отмечается ежегодно 9 июня.

## История праздника
Впервые идея была озвучена в 2007 году, на заседании ILAC и IAF в Сиднее. Международный день аккредитации впервые отмечался в 2008 году. Учрежден 9 июня 2008 года Генеральной ассамблеей ILAC и IAF. Основанием для появления этого праздника послужила глобальная инициатива, поддержанная общим решением Международного форума по аккредитации и Международной организацией по аккредитации лабораторий в целях привлечения внимания к работам, связанным с аккредитацией.

## Темы Всемирного дня аккредитации
- 2021 — Роль аккредитации в реализации целей в области устойчивого развития.